# James Garrard
James Garrard (14 de Janeiro de 1749 – 19 de Janeiro de 1822) foi um político dos Estados Unidos, agricultor e pastor Batista, sendo segundo governador do Kentucky de 1796 a 1804. Em razão da proibição de reeleição ao cargo imposta pela Constituição estadual aprovada em 1799, ele foi o último governador do Kentucky eleito para dois mandatos consecutivos até que essa restrição fosse revogada em 1992, permitindo a reeleição de Paul E. Patton em 1999.
Após combater na guerra revolucionária, Garrard foi para oeste na parte da Virgínia onde agora se localiza o estado americano de Kentucky, no Condado de Bourbon, exercendo vários cargos políticos locais e representou na câmara de delegados da área de Virgínia. Ele foi escolhido como delegado para cinco das dez convenções estaduais que garantiram a separação do Kentucky da Virgínia e ajudaram a escrever a primeira constituição do estado. Garrard colocou-se entre os delegados que tentaram excluir a continuidade de permissão da escravidão no documento. Em 1795, ele tentou suceder Isaac Shelby como governador. Em uma disputa de três candidatos, Benjamin Logan recebeu uma pluralidade de votos, mas não a maioria dos votos eleitorais. Embora a constituição do Estado não especificasse a exigência de pluralidade ou a maioria de votos, os eleitores realizaram outra votação entre os dois candidatos mais votados, Logan e Garrard. Nesta votação Garrard recebeu a maioria de votos. Logan, inconformado protestou contra a vitória de Garrard ao procurador geral John Breckinridge e ao Senado Estadual, mas ambos alegaram que não dispunham de nenhum poder constitucional para intervir nesta eleição.
Um Democrata-Republicano, Garrard era contra os atos "estrangeiro e sedição" (um conjunto de quatro projetos aprovados nos Estados Unidos após a revolução francesa e durante uma guerra não declarada contra a Grã-Bretanha) tendo favorecido a passagem da "resolução de Kentucky" (declarava inconstitucional os atos "estrangeiro e sedição"). Ele agiu em favor da educação pública, da reforma das milícias e prisões, dos subsídios aos negócios e de legislação favorável à classe de grandes devedores do estado. Em 1798 foi construída a primeira Residência Governamental do estado tornando-se o primeiro morador. Em parte devido a confusão resultante das eleições de 1795, ele favoreceu o chamado para uma Convenção Constitucional em 1799. Por causa de seu ponto de vista abolicionista, ele não foi escolhido como delegado à Convenção. Sob a nova Constituição como governador foi eleito popularmente, mesmo havendo a proibição de reeleição pela nova carta constitucional, ela por exceção, não se aplicava para Garrard. Durante seu segundo mandato, ele prestigiou a compra da Louisiana da França como um meio de resolver o fechamento do porto de Nova Orleans para mercadorias de U.S.. No final de seu mandato, seu Secretário de estado, Harry Toulmin, persuadiu-o a adotar algumas doutrinas do Unitarismo e foi expulso da Igreja Batista, terminando o seu ministério pastoral. Ele também entrou em confronto com o legislativo sobre a nomeação de um titular para a secretaria de terras do Estado, deixando-o amargurado e sem vontade de continuar na política após a conclusão do seu mandato. Ele retirou-se para sua propriedade no Monte Líbano e envolveu-se em atividades agrícolas e comerciais até sua morte em 19 de Janeiro de 1822. O Condado de Garrard no Kentucky foi criado durante seu primeiro mandato e assim nomeado em sua homenagem.

## Infância e família
James Garrard  nasceu no Condado de Stafford na Virgínia em 14 de Janeiro de 1749. Ele foi o segundo dos três filhos de Coronel William e Mary (Naughty) Garrard.[a] Sua mãe morreu entre os anos 1755 e 1760. Então seu pai casou-se com Elizabeth Moss e o casal teve quatro filhos. William Garrard era tenente no Condado de Condado de Stafford, em virtude disso, promovido, ele ocupou então o posto de coronel comandante da milícia do Condado. A família de Garrard era medianamente rica e o Condado de Stafford desenvolveu-se em suas terras. Durante sua infância James trabalhou na fazenda de seu pai. Foi educado em escolas locais do Condado de Stafford e recebeu aulas particulares em casa, tendo adquirido uma predileção por livros.. No início da vida, ele associou-se com a Igreja Batista Hartwood perto de Fredericksburg na Virgínia.
Em 20 de dezembro de 1769 Garrard casou-se com sua namorada de infância, Elizabeth Mountjoy. Pouco tempo depois, sua irmã Mary Anne casou-se com irmão do Coronel John Mountjoy. Garrard e sua esposa tiveram cinco filhos e sete filhas. Um filho e duas filhas morreram antes de atingirem a idade de dois anos. Os quatro filhos homens sobreviventes participaram da guerra de 1812 e todos tiveram passagem pela assembleia geral de Kentucky. Numerosos netos participaram da Guerra Civil, participaram pela "União" (denominação usada para governo federal naquela guerra) os  generais Kenner Garrard e Theophilus T. Garrard. Outro neto de James H. Garrard, foi eleito por cinco mandatos consecutivos tesoureiro do Estado, exercendo a função de 1857 até sua morte em 1865.
Garrard serviu na guerra da independência como um membro da milícia do seu pai no Condado de Stafford, embora não se sabe quantos combates participou. Enquanto a bordo de uma escuna no Rio Potomac, foi capturado pelas forças britânicas. Seus captores ofereceram libertá-lo em troca de informações militares, mas ele recusou a oferta e depois fugiu.
Enquanto servia na milícia, em 1779, Garrard foi eleito para representar o Condado de Stafford da Virginia na câmara de delegados e assumiu o seu lugar para a sessão legislativa de 1779. O sua importante contribuição na sessão foi advogar para aprovação de um projeto de lei que concedeu liberdade religiosa a todos os residentes da Virgínia. Com a aprovação do projeto terminou  a perseguição de cidadãos associados com a Igreja da Inglaterra, de seguidores de outras religiões e, também, estimulou o estabelecimento da Igreja Anglicana como a oficial na Virgínia. Após o mandato ele voltou para seus afazeres militares. Em 1781 foi promovido ao Posto de Coronel.

## Reassentamento em Kentucky

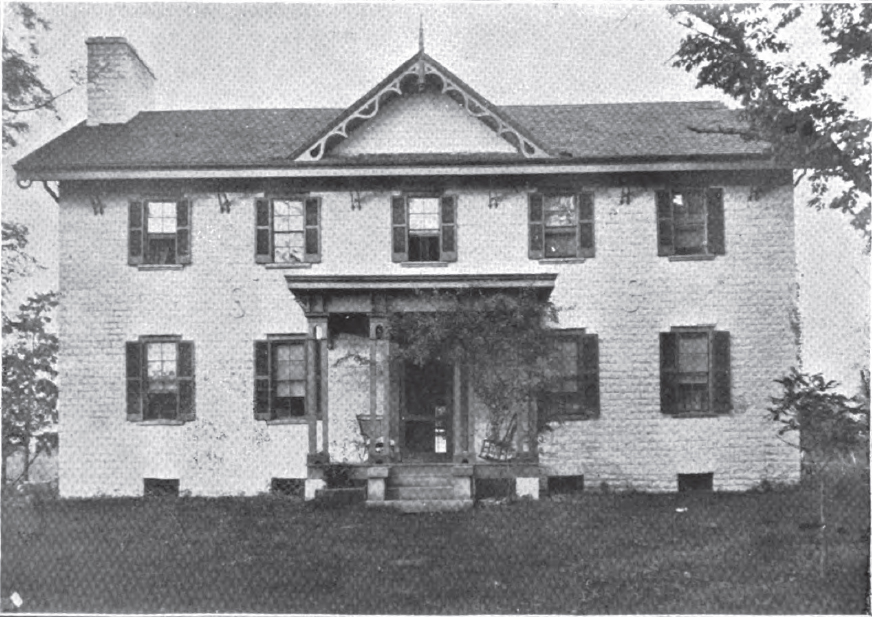
Monte Líbano, propriedade de Garrard no Condado de Bourbon

Após a revolução, Garrard enfrentou um duplo desafio, o de uma família em crescimento e empobrecimento financeiro. Trabalhando sobre relatórios otimistas de seu antigo vizinho John Edwards, Garrard e Samuel Grant dirigiram-se para o oeste do  recentemente criado Condado de Kentucky. Por força de seus préstimos militares, Garrard adquiriu o direito de reivindicar qualquer terra sem dono, então ele pesquisou e registrou no departamento de terras do estado. No início de 1783 Garrard fez reivindicações para família e amigos, bem como 40.000 acres (160 km2) para si mesmo. Mais tarde em 1783, ele mudou-se com sua família para a terra que ele tinha adquirido no Condado de Fayette, que havia sido criado a partir do antigo Condado de Kentucky, aquisição feita em  sua última visita à região. Três anos mais tarde ele contratou John Metcalfe, um pedreiro renomado e irmão mais velho de Thomas Metcalfe o futuro governador de Kentucky, para construir sua propriedade em Monte Líbano, localizada na bifurcação do Rio Licking. Lá, empenhou-se na agricultura, abriu um moinho, uma serraria e uma destilaria de uísque. Em 1784 alistou-se na milícia no Condado de Fayette.
Em 1785, Garrard foi eleito para representar o Condado de Fayette na Assembleia Legislativa da Virgínia. Ele ocupou um comitê legislativo, juntamente com Benjamin Logan e Christopher Greenup para projetos de recomendações sobre a divisão do Condado de Kentucky. O Comitê recomendou a criação de três novos municípios, incluindo o Condado de Madison, Mercer e de Bourbon, onde residia. No seu regresso ao legislativo optou pelo Condado Surveyor e também foi eleito para juiz de paz para o condado recém-formado. Em vários momentos, ele também serviu como magistrado e coronel da milícia no Condado.
Embora alguns historiadores identifiquem Garrard como um membro do clube de política de Danville, uma sociedade secreta de debate que foi ativa em Danville no Kentucky, a partir de 1786 a 1790 seu nome não é encontrado em registros oficiais na associação deste clube. O biógrafo do Garrard, H. E. Everman, conclui que estes historiadores podem ter confundido a associação do Garrard na "Kentucky sociedade para a promoção do conhecimento útil" com a associação do "clube de política de Danville". Os grupos tinham objetivos semelhantes e foram ativos na mesma época tendo vários membros em comum. Outros membros notáveis da sociedade para a promoção do conhecimento útil Kentucky incluíam Isaac Shelby, Christopher Greenup e Thomas Todd, todos futuros governadores do Kentucky ou candidatos a governador.
A propriedade de Garrard no Monte Líbano foi designada como sede oficial temporária do Condado de Bourbon. O Tribunal da comarca teve sua primeira convocação em 15 de maio de 1786 e lá continuou reunindo-se por muitos anos. Em 1789, o legislador de Virginia estabeleceu um assento permanente do Condado chamado Hopewell e Garrard fazia parte da Comissão escolhida para o levantamento da área para a cidade. E John Edwards estava entre os primeiros curadores do novo assentamento. Após sugestão de Garrard o nome da localidade mudou para "Paris" em 1790. Pouco tempo depois ele renunciou ao cargo de agrimensor do condado para focar-se mais na defesa das necessidades prementes do incipiente povoado. A seu mando, o Tribunal do Condado de Bourbon expandiu sua milícia de um batalhão para dois quando de sua reunião em agosto de 1790.

## Liderança religiosa
Em 25 de junho de 1785 Garrard e seu amigo Augustine Eastin participaram de reuniões da Associação Batista Elkhorn. Em 1787 ele ajudou a organizar a Cooper's Run Baptist Church (igreja batista) perto de sua propriedade. Ele foi escolhido como um dos dirigentes daquela Igreja colaborando por dez anos. Logo após sua formação a Igreja se juntou a Associação Batista de Elkhorn, então em 1789 Garrard recebeu licença para pregar (pastor). Embora ele possuísse 23 escravos para trabalhar em suas vastas propriedades agrícolas e industriais, Garrard condenou a escravidão no púlpito, chamando-o de "um mal horrível". Brancos e negros participavam em igualdade na Cooper's Run Baptist Church.
Garrard e outros dirigentes da Igreja fundaram numerosas congregações no estado, incluindo lugares distantes como o Condado de Mason. Em 1789 Garrard e Eastin começaram a trabalhar para reunir o grupo mais ortodoxo de Batistas regulares e o grupo mais liberal de Batistas separatistas. A antiga Igreja do Garrard na Virginia era uma congregação Batista Regular. Garrard foi considerado um Batista Regular apesar de sua defesa clara para a tolerância religiosa e sua expressão aberta de pontos de vista liberal. Embora nunca tenha conseguido unir as duas facções, foi eleito moderador das reuniões anuais da Associação Batista Elkhorn em 1790, 1791 e 1795 em reconhecimento de seus esforços.
No período de 1785-1799, Garrard serviu como um administrador do seminário da Transilvânia (agora Universidade de Transilvânia). Em 1794, Batistas e curadores mais liberais uniram-se contra os membros presbiterianos ortodoxos do Conselho para eleger o primeiro presidente de não-Presbiteriano do seminário. O presidente escolhido foi Harry Toulmin, um ministro unitarista (corrente religiosa) da Inglaterra. A Filha de Toulmin, Lucinda, se casaria mais tarde com Daniel um dos filhos de Garrard. Como resultado do convívio de Garrard com Toulmin, ele começou a aceitar alguns princípios do Unitarismo. Em 1802, Garrard e Agustine Easton além de adotarem esses princípios também doutrinaram as suas congregações Batista com eles. A Associação Batista de Elkhorn condenou essas crenças como heréticas e incentivou Garrard e Eastin para abandoná-las. Quando esse esforço falhou, a associação cessou a correspondência e associação com ambos. Este evento pôs fim ao ministério de Garrard como pastor e sua afiliação com a Igreja Batista.

## Carreira política
Os residentes de onde agora é chamado Kentucky chamaram uma série de dez convenções em Danville para organizar a sua separação da Virgínia. Garrard foi delegado em cinco destas convenções, realizada em Maio e agosto de 1785 e 1787, 1788 e 1792. Na Convenção de agosto de 1785, os  delegados aprovaram por unanimidade um pedido formal de separação constitucional. Garrard como membro do legislativo da Virgínia, viajou em seguida para Richmond para a sessão legislativa e votou a favor da lei, especificando as condições sob as quais a Virginia aceitaria a separação de Kentucky.
Antes da Convenção final em 1792, o comitê composto por Garrard, Ambrose Dudley, e Augustine Eastin informou para a Associação Batista de Elkhorn sobre a proibição da escravidão na nova Constituição, que estava sendo elaborada, para o novo estado. A escravidão era uma questão importante na Convenção de 1792 que finalizou o documento. O delegado David Rice, um ministro presbiteriano, foi a principal voz contra a inclusão de proteções para escravidão na nova Constituição, enquanto George Nicholas argumentava mais arduamente em favor delas. Garrard encorajou seus companheiros ministros Batistas a votar contra a sua inclusão. O movimento para excluir o artigo 9 do documento proposto, que protegia os direitos dos proprietários de escravos, não obteve êxito em uma votação com diferença de 16 para 26. Cada um dos sete ministros cristãos que serviram como delegados à Convenção (incluindo Garrard) votou a favor da exclusão do artigo. Cinco ministros leigos Batista desafiaram as instruções do Garrard e votaram para manter o artigo 9 e seus votos deram a margem necessária para sua inclusão. O historiador Lowell H. Harrison escreveu que os votos abolicionistas de Ministros podem ter sido responsáveis para a adoção de uma cláusula que proibia Ministros de servir na assembleia geral de Kentucky.. Garrard e outros Ministros não expressaram aparentemente nenhuma dissidência contra esta disposição.
Além de sua oposição à escravidão, Garrard não teve um papel particularmente ativo nos trabalhos da Convenção. Sua ação mais notável não relacionada a escravidão ocorreu em 13 de abril de 1792, quando ele relatou vinte e duas resoluções do committee of the whole (comitê geral ou central) que forneceu a estrutura para a nova Constituição.

### Eleição para governador de 1795
Após a Convenção Constitucional verificou-se que a carreira política do Garrard estava chegando ao fim. Renunciou de todos os seus cargos no Condado para concentrar seus esforços no trabalho da Convenção Batista do Elkhorn e de suas atividades agrícolas. Ele ficou satisfeito, no entanto, quando seu filho William foi escolhido para representar o condado na Assembleia Legislativa do estado em 1793. Em 1795, William Garrard foi reeleito, e os outros legisladores do quatro estado do Condado de Bourbon eram colaboradores de Garrard, incluindo John Edwards, que recentemente tinha sido derrotado à reeleição ao Senado.

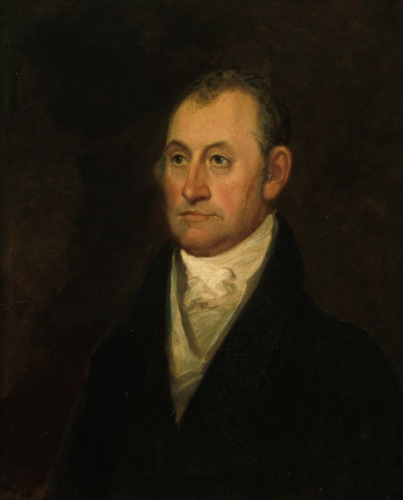
Thomas Todd, um dos candidatos da eleição governamental de 1795

Quando o governador Isaac Shelby anunciou que ele não iria tentar a reeleição, amigos do Garrard insistiram junto a ele para tornar-se um candidato. Os outros candidatos anunciados eram Benjamin Logan e Thomas Todd. Logan era considerado o favorito na disputa devido a seu heroísmo militar que ajudou a estabelecer a fronteira de Kentucky. No entanto, sua oratória era rude, e suas habilidades parlamentares eram fracas, apesar de sua considerável experiência política. Todd, que tinha sido Secretário de todas as dez convenções do Kentucky tinha mais experiência, mas sua pouca idade foi considerada como desvantagem por alguns. Garrard beneficiou-se de suas conexões políticas no Condado de Bourbon e muitos possuíam alta estima por ele devido ao seu trabalho na Igreja Batista.
Sob a nova Constituição, cada um dos distritos legislativos do Kentucky escolheu um eleitor e esses eleitores votaram para escolher o governador. Tanto o Logan e o Garrard foram escolhidos como eleitores de seus respectivos condados. No primeiro escrutínio, Logan recebeu 21 votos, Garrard recebeu 17 e Todd recebeu 14. Um voto solitário foi dado para John Brown, um advogado de Frankfort, que depois foi eleito para o Senado. Especulou-se que o caráter moral do Garrard o impediu de votar em si mesmo, mas a sua perspicácia política o impedia de votar em um dos outros concorrentes, então ele teria votado em Brown, que até aquele dia não tinha declarado sua candidatura. Nenhuma prova existe da veracidade deste fato, apenas especulação.
A Constituição não especificou se a pluralidade ou maioria de votos era necessária para eleger o governador, mas os eleitores, seguindo a prática comum de outros Estados, decidiram realizar uma segunda votação (segundo turno) entre Logan e Garrard para alcançar uma maioria. A maioria dos eleitores de Todd favoreceram Garrard na segunda votação, dando-lhe uma maioria. Em uma carta de encerramento de pleito datada de 17 de maio de 1796 o Secretário de Estado do Kentucky James Brown certificou a vitória do Garrard, após isso o governador Shelby enviou uma carta de felicitações pela sua eleição em 27 de maio.
Embora pessoalmente não acreditasse que Garrard tivesse feito algo de errado, Logan protestou formalmente contra o resultado da eleição para procurador-geral do Kentucky John Breckinridge. Breckinridge recusou-se decidir oficialmente sobre o assunto, alegando que nem a Constituição nem as leis do Estado conferiam poderes para fazê-lo. Em particular, no entanto, ele expressou sua opinião que o Logan tinha sido eleito legalmente no primeiro turno. Logan então apelou para o Senado Estadual, que foi dada a autoridade para intervir nas eleições contestadas. Em novembro de 1796, o Senado opinou que a lei dando-lhes essa autoridade era inconstitucional, porque ele não promovia a "paz e bem-estar" do estado. O senador estadual Green Clay foi o principal defensor desta linha de raciocínio. Desta maneira Garrard já estava exercendo seu mandato pelo quinto mês, o que fez Logan abandonar a causa.

### Primeiro mandato como governador
Garrard foi considerado um governador forte, que cercou-se de assessores experientes. Seu amigo John Edwards e seu filho William Garrard, exerciam mandatos no Senado Estadual mantendo-o a par das questões daquele poder. Deu mostras de disposição em continuar com a direção adotada por Shelby para o estado, pois manteve no cargo o Secretário de Estado James Brown, que envelhecido se aposentou em outubro de 1796, logo no início do mandato. Garrard então nomeou Harry Toulmin, que renunciou à Presidência do Seminário da Transilvânia em abril devido à oposição dos curadores mais conservadores da instituição. Embora ele não tenha mantido o procurador-geral John Breckinridge, que era partidário de Logan na disputada eleição para governador, Garrard ainda frequentemente consultou-o em questões jurídicas complexas.

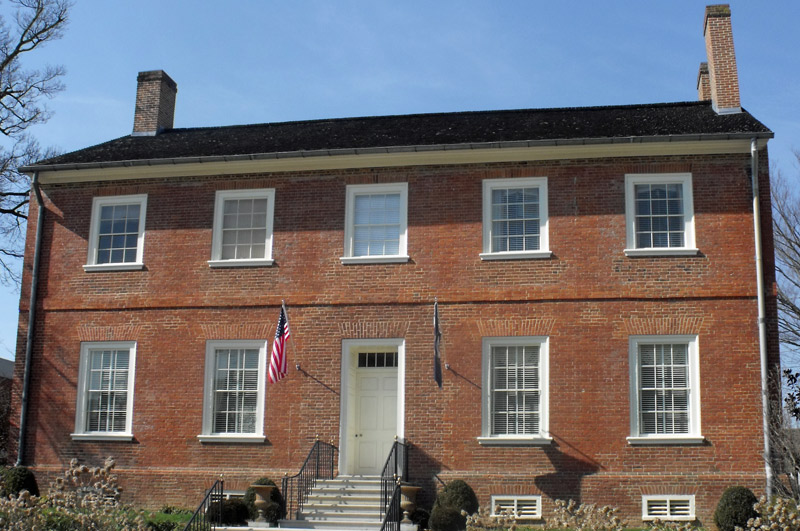
Mansão do governador do Kentucky construída durante o primeiro mandato de Garrard

Durante o mandato de governador Shelby, Assembleia Geral havia aprovado as leis que exigiam que o governador, auditor, tesoureiro e
Secretário de estado morassem em Frankfort e pagassem uma quantia de 100 libras para alugar morada para o governador. Logo após Garrard assumir o cargo, os Comissários do estado dos edifícios públicos relataram para assembleia legislativa que seria financeiramente mais sensato construir uma casa para o governador e sua grande família que alugar alojamentos para eles durante o mandato. Em 4 de dezembro de 1796, a Assembleia Geral aprovou legislação e proveu 1 200 libras para a construção de uma casa para o governador do Estado, sendo concluída em 1798. Garrard incitou considerável interesse público quando em 1799 contratou um artesão local para construir um piano para uma de suas filhas. Kentuckinianos em sua maioria nunca tinham visto um instrumento tão grande, e um número considerável deles reuniu-se na mansão do governador para vê-lo quando foi concluído. O historiador de Kentucky Thomas D. Clark relatou também que a adição por Garrard de tapetes na mansão (um conforto raro na época) atraiu muitos visitantes e foi descrito como "a inveja e o orgulho da Comunidade".
Entre os outros atos que passaram durante o primeiro ano do mandato do Garrard foram as leis que instituíram o Tribunal de Apelações do Kentucky e de um sistema de tribunais inferiores. Pela primeira vez os advogados do Estado foram obrigados a serem licenciados. Seis novos municípios, incluindo um denominado Garrard em sua homenagem, foram criados, junto com vários novos assentamentos. Garrard aprovou atos permitindo a criação de vinte e seis condados. Nenhum outro governador de Kentucky supervisionou a criação de tantos.
Sem oposição foi estendendo as leis que tratavam  da Agrimensura e registrando as reivindicações de terras através do Secretário do
Instituto de terras de estado. Consciente de que a velha lei expiraria em 30 de novembro de 1797, Garrard emitiu uma proclamação em 3 de novembro, chamando o legislativo em sessão especial. Os legisladores foram convocados e no dia 28 de novembro, Garrard, aproveitando sua experiência como um topógrafo, informou sobre a urgência da adoção de uma nova lei e preveniu mais ações judiciais relacionadas com as reivindicações de terra, que já eram numerosas. Embora fosse um rico proprietário de terras  Garrard defendia proteger a classe de grande devedores hipotecários de terras do Kentucky. Garrard deu suporte na legislação que varia de um estado em outro, incluindo medidas que proibiam a cobrança de impostos sobre lucro de posseiros, fazendo com que trabalhassem a terra que eles ocupavam e que demandou aos proprietários de terras pagar aos posseiros qualquer melhoria que os mesmos fizeram em suas terras. Apesar da oposição de alguns legisladores aristocráticas como John Breckinridge, a maioria das reformas preconizadas pela Garrard foram aprovada na sessão.
Garrard foi membro do Partido Democrata-Republicano e concordou com Thomas Jefferson, o fundador do partido, sobre a ilegalidade dos atos "estrangeiro e sedição" (um conjunto de quatro projetos aprovados nos Estados Unidos após a revolução francesa e durante uma guerra não declarada contra a Grã-Bretanha). Em um discurso à assembleia geral em 7 de novembro de 1798, ele denunciou o ato "do estrangeiro" alegando que ele dissuadia imigração desejável. Já a lei "de sedição" ele alegou que negava aos acusados liberdade de defenderem-se e serem julgados nos termos legais, direitos estes conquistados pelos soldados da guerra revolucionária que tinham lutado para proteger. Ele defendeu a anulação de ambas as leis, mas também incentivou o legislador reafirmar sua lealdade ao governo federal e a Constituição dos Estados Unidos. Ele apoiou as resoluções de Kentucky de 1798 e 1799.
Entre as outras questões abordadas na assembleia geral de 1798 foi a adoção de reformas penais. Garrard foi partidário das reformas, que incluía a abolição da pena de morte para todos os crimes, exceto homicídio, bem como pressionou pela educação dos indivíduos encarcerados. Ele também garantiu a passagem das leis de reforma e expansão da milícia. Entre as reformas foram a imposição de sanções à "desviadores" na milícia (colocar outra pessoa para lutar em seu lugar), bem como a isenção de carcereiros, tutores, impressores, juízes, Ministros e líderes legislativos de servir na milícia. Garrard opôs-se a redução de impostos, o que aumentou os gastos com subsídios de educação e negócios. Diante disso, ele assinou uma lei agregando o Seminário de Transylvania e Academia de Kentucky em uma única instituição.

### Uma nova Constituição

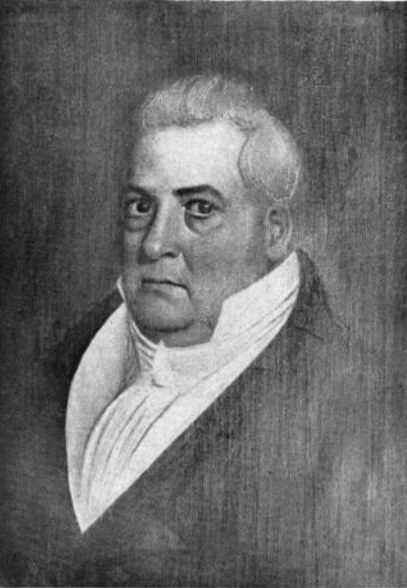
William filho de Garrard introduziu a legislação convocando a convenção constitucional

As dificuldades com a eleição do Garrard sobre Benjamin Logan em 1795 adicionado a muitas reclamações sobre a primeira constituição do estado, fizeram que alguns acreditassem que era antidemocrática, porque exigia eleições para escolher senadores de estado e governador e em muitas casas legislativas ocorriam por nomeação. Outros estavam descontentes com as condições de vida para juízes e outros funcionários do estado. Ainda outros queriam a escravidão excluída da constituição, ou queriam revogar a proibição de Ministros participarem da assembleia geral. No rescaldo da disputada eleição de 1795, todas as partes envolvidas concordaram que mudanças eram necessárias. A atual Constituição não previa o método para emendas ou alterações constitucionais. A única maneira seria convocar outra Convenção Constitucional.
Para a chamada de uma Convenção Constitucional era necessários a aprovação de uma maioria dos eleitores em duas eleições sucessivas ou de uma maioria de dois terços nas duas câmaras da Assembleia Geral. Em fevereiro de 1797 a Assembleia Geral votou para colocar a questão perante o eleitorado nas próximas eleições de maio. Dos 9 814 votos, 5 446 favorecia a chamada e 440 eram contra, mas 3 928 abstiveram-se de votar e em vários condados os votos não contemplaram a questão. Isso trouxe dúvidas  para muitos legisladores sobre a verdadeira vontade do povo. Os oponentes da Convenção alegaram que as abstenções deviam ser computadas como votos contra a chamada. Esta posição tinha alguma procedência, pois era sabido que no Condado de Fayette muitos eleitores abstiveram-se como forma de protesto contra a Convenção. Quando todas as irregularidades foram contabilizadas, a assembleia geral determinou que a votação tinha ficado aquém da maioria necessária.
Em 10 de fevereiro de 1798 Willian o filho de Garrard ainda era senador estadual, apresentou um projeto para convocar outra votação chamando uma Convenção Constitucional. Em maio de 1798, 9.188 de 16.388 votantes eram a favor da chamada de uma nova Convenção. Mais uma vez quase 5 000 votos não continham nada sobre a questão. Em 21 de novembro de 1798, a Câmara dos representantes votou com resultados de 36 por 15 em favor de uma Convenção e o Senado obteve também a necessária de dois terços dois dias após. Nenhum registro oficial de votação do Senado foi publicado. A votação da assembleia rendeu discussões sobre dúvidas relativas ao voto popular.
Os delegados foram eleitos em maio para a Convenção de 22 de julho de 1799. Nem Garrard e seu filho William foram escolhidos como delegados, principalmente devido a seus pontos de vista abolicionistas. Garrard tinha sido um governador mais ativo que seu antecessor, frequentemente impondo veto e confronto com os tribunais de Condado. Como resultado os delegados foram atuar em alguns cargos dado ao chefe do Executivo do estado. De acordo com a constituição de 1799, o governador foi eleito popularmente, porém o limite para derrubar um veto do governador foi reduzido de uma maioria de dois terços de cada casa do poder legislativo para maioria absoluta. Embora o Governador mantivesse amplos poderes de nomeação, ao Senado do Estado foi dado o poder de aprovar ou rejeitar todos os candidatos a governador. Uma nova limitação para os governadores foi instituída, tornando-os inelegíveis para reeleição por sete anos após o fim do mandato. A restrição de Ministros servirem no legislativo foi mantida e estendida ao gabinete do governador. O historiador Lowell Harrison verificou que esta restrição foi "uma afronta clara a Garrard", mas E. H. Everman biógrafo de Garrard afirmou que "definitivamente não era um golpe destinado a Garrard". Garrard estava isento da restrição de reeleição e ministeriais, abrindo então o caminho para ele buscar um segundo mandato.

### Eleição para governador de 1799
Benjamin Logan confiante de que os resultados das eleições 1795 iriam ser revertidos, foi o primeiro candidato a declarar sua candidatura para governador em 1799. Garrard e Thomas Todd declararam suas respectivas candidaturas em seguida. O ex-representante congressista do U.S. Christopher Greenup também concorreu ao cargo. Muitos colonizadores recentes de Kentucky não sabiam de seu registo militar ilustre e ficaram impressionados com suas habilidades de falar pouco sofisticadas e mais acessíveis. Embora os candidatos raramente falassem negativamente uns dos outros, os adversários, independente do partido que fossem, levantaram questões que eles sentiram que desprestigiaria esse candidato. John Breckinridge inimigo político de Garrard, tentou incitá-lo a fazer novos discursos calorosos de apelo para a emancipação dos escravos, que era uma posição minoritária no estado, mas Garrard percebendo as táticas de Breckinridge recusou-se a expressar qualquer posição abolicionista durante a campanha. O fato de que as proteções de escravidão na nova Constituição foram ainda mais fortes do que aqueles no documento anterior, garantiu que o histórico sentimento abolicionista anterior já não era uma grande preocupação para a maioria do eleitorado. A família de Henry Field, um líder proeminente de Frankfort, atacou Garrard por não emitir um perdão para Field, que foi condenado por assassinar com um machado sua esposa. Depois de examinar as evidências no caso, Garrard concluiu que o veredicto foi justo e alcançado sem influência externa indevida, mas a acusação foi levantada tão tarde na campanha que defesa de Garrard da recusa em emitir um perdão não poderia ser divulgada amplamente.
Com as vantagens do cargo e aceitação popular, Garrard ganhou na grande maioria dos condados do ocidente do Estado, no Condado de Jefferson e da região Bluegrass do Kentucky central. Surpreendentemente, ele mesmo encontrou apoio entre alguns eleitores que tinham favorecido Logan, quatro anos antes. A votação final mostrou Garrard vencedor com 8.390 votos, seguido de Greenup com 6.746, Logan com 3.996 e Todd com 2.166. Devido aos limites impostos pela nova Constituição, Garrard foi o último governador de Kentucky reeleito para outro mandato consecutivo, até que uma alteração de 1992 da constituição do estado revogou a proibição e Paul E. Patton foi reeleito em 1999. Em 1801, Garrard nomeou Todd para preencher a próxima vaga na corte de Apelações do Kentucky após a eleição. Da mesma forma, nomeou Greenup para uma posição no Tribunal de geral de Frankfort em 1802.

### Segundo mandato como governador
Os dois primeiros anos do segundo mandato do Garrard foram relativamente tranquilos, mas na assembleia geral de 1802, os legisladores aprovaram dois projetos de lei relacionados ao sistema do Tribunal Geral que Garrard havia vetado. O primeiro projeto expandiu o número de tribunais e permitiu que cidadãos sem formação pudessem assumir como juízes em corte judicial. Garrard questionou o custo dos tribunais adicionais e a também o conhecimento dos juízes inexperientes assumindo na corte. Ele também se opôs ao projeto de lei elidindo a autoridade do governador em nomear juízes. O segundo projeto de lei admitiu procuradores e juízes no Tribunal geral que residissem fora dos distritos da comarca. A assembleia geral derrubou o segundo veto de Garrard, marcando a primeira vez na história de Kentucky que um veto do governador fora derrubado e também a única vez durante o mandato de oito anos da Garrard.

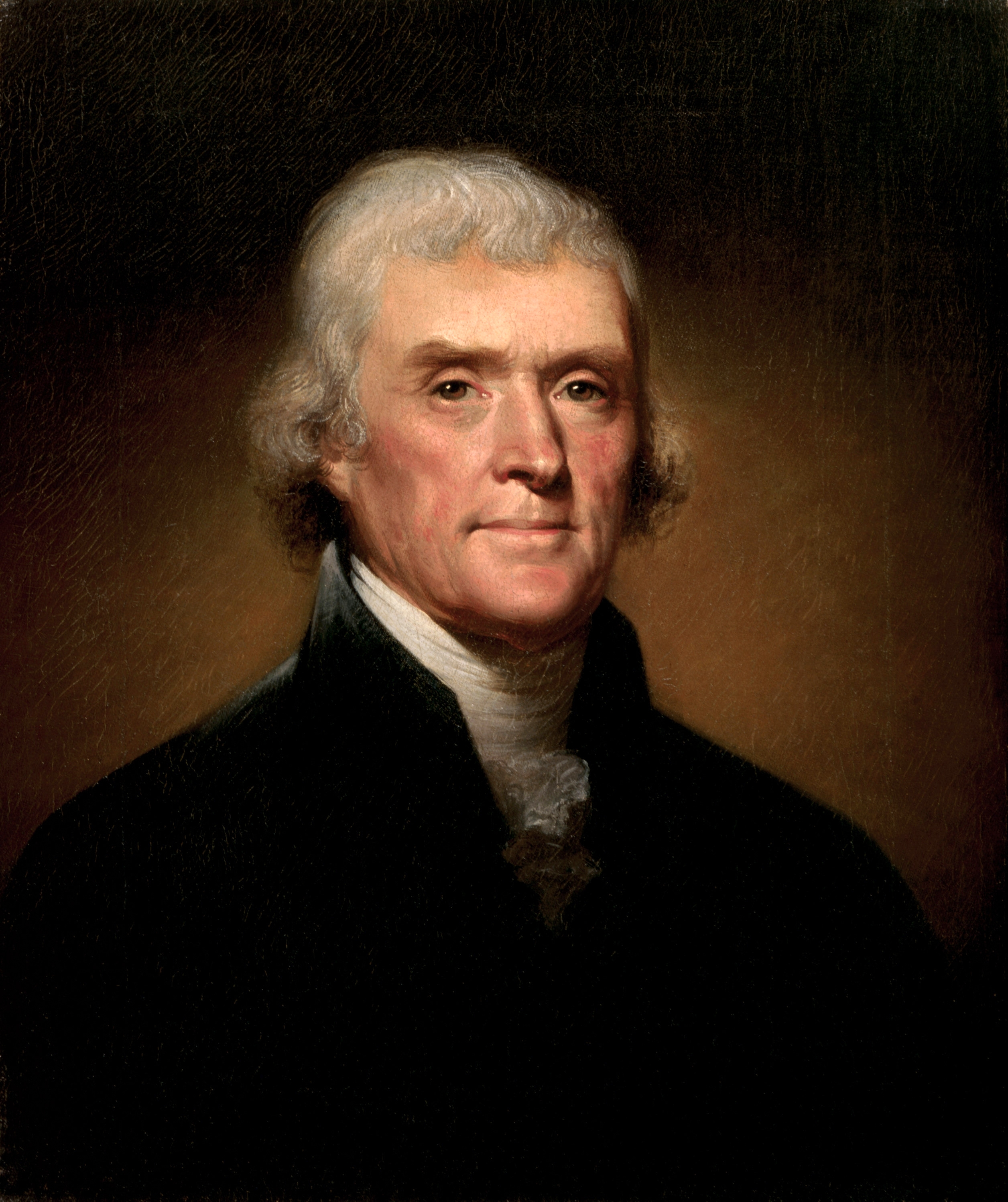
Aquisição de Thomas Jefferson da Louisiana foi saudada por Garrard como uma conquista"nobre"

Em 16 de outubro de 1802 o itendente espanhol Don Juan Ventura Morales anunciou a revogação do direito da U.S. ao depósito em Nova Orleans, um direito que havia sido garantido ao abrigo do Tratado de Pinckney. O fechamento do porto para mercadorias da U.S. representou um grande obstáculo para as esperanças de Garrard em estabelecer um comércio próspero entre o Kentucky e os outros Estados e territórios ao longo do Rio Mississippi. Ele exortou o Presidente Thomas Jefferson para agir e declarou publicamente que Kentucky tinha 26.000 milicianos prontos para assumir Nova Orleans pela força se necessário. Jefferson desconhecia, no entanto, que  "Tratado Secreto de San Ildefonso" havia cedido o controle da Louisiana ao ditador francês Napoleão Bonaparte em 1800, e nenhuma transferência formal havia sido feita. Como Jefferson deliberou, Napoleão ofereceu inesperadamente vender a Louisiana aos Estados Unidos por cerca de US$ 15 milhões. Robert R. Livingston e James Monroe, emissários de Jefferson, na França, aceitaram a oferta. A compra agradou os Kentuckinianos e Garrard saudou-a como uma conquista "nobre". Logo após o acordo o governo da Espanha afirmou que os franceses não haviam executado sua parte no "Tratado de Ildefonso" e, como resultado, o tratado foi anulado e a Louisiana ainda pertencia à Espanha.. Jefferson ignorou o protesto espanhol e iniciou preparativo para tomar Louisiana pela força. Ele instruiu Garrard arregimentar 4 000 milicianos prontos para marchar para New Orleans, em 20 de dezembro de 1803. A assembleia geral de Kentucky rapidamente aprovou uma medida que garantia 150 acres de terras para quem se engajasse no serviço militar, pouco tempo após Garrard informou Jefferson que sua quota foi atingida. A Espanha então recuou e abandonou suas pretensões sobre a Louisiana, e o território passou para controle dos EUA, dois meses depois.
Os últimos meses do segundo mandato de Garrard foram marcados por uma disputa com a Assembleia geral sobre a nomeação de um novo titular para a Secretaria de Terras do estado. Garrard nomeou o primeiro secretário de estado Harry Toulmin para o cargo, mas o Senado rejeitou essa designação, em 7 de dezembro de 1803. Após, Garrard indicou o ex-adversário político Christopher Greenup, mas este tinha planos futuros diferentes, queria suceder Garrard no governo e pediu que este retirasse a candidatura, o que ele fez. O Senado então rejeitou o próximo indicado de Garrard, John Coburn e acusou o seguinte, Thomas Jones, de "alta ofensa criminal" e por isso impedido de ocupar qualquer cargo eletivo ou secretaria.
Após rejeição de Jones, Garrard vetou um projeto de lei que teria permitido ao legislador selecionar eleitores presidenciais e vice-presidenciais do Estado. Apesar de a lei ser contrária à constituição do Estado, o veto de Garrard tornou ainda mais tensas as suas relações com o Senado. Depois que o Senado rejeitou o candidato William Trigg, os Jornais do estado abertamente falaram de uma rivalidade política do executivo com o legislativo e afirmou que o Senado tinha seu próprio candidato favorito para a posição e não aceitaria mais ninguém. Quando o Senado rejeitou Willis Green em Janeiro de 1804, Garrard declarou que ele não faria mais indicações para o cargo. As acusações de má-fé foram trocadas entre o governador e o Senado, Garrard em seguida nomeou então John Adair, o popular presidente da casa. O Senado finalmente confirmou esta escolha.

## Últimos anos e morte
Sua disputa com a Assembleia Geral sobre a nomeação de um Secretário de terras deixou Garrard decepcionado, então aposentou-se da política no fim do seu segundo mandato. Ele apoiou a sugestão de Christopher Greenup para sucedê-lo em 1804, e a votação do Condado de Bourbon teve grande importância para Greenup na eleição. Apesar de seus filhos, William e James continuarem concorrendo para cargos públicos na década de 1830, Garrard nunca manifestou desejo de concorrer novamente.
Garrard retornou ao Monte Líbano, onde desenvolveu uma reputação como um agricultor notável. Seu filho James supervisionava a operação diária da fazenda e com frequência ganhou prêmios por suas inovações em feiras agrícolas locais. A fazenda de Monte Líbano foi seriamente danificada pelo terremoto New Madrid em 1811, mas Garrard insistiu na reparação dos danos não medindo esforços para tanto, pois estava decidido em aí residir para o resto de sua vida. Ele importou gado e cavalos de raça para sua fazenda e investiu em várias empresas comerciais, incluindo várias salinas, herdadas por seus filhos após a sua morte. Ele faleceu em 19 de Janeiro de 1822, após vários anos de pouca saúde. Ele foi enterrado em sua propriedade de Monte Líbano e o estado de Kentucky ergueu um monumento sobre seu túmulo.